# Drafi Deutscher
Drafi Franz Richard Deutscher (Berlijn, 9 mei 1946 - Frankfurt am Main, 9 juni 2006) was een Duitse zanger, componist en muziekproducent.

## Levensloop
Drafi Deutscher werd geboren in Charlottenburg, een stadsdeel van Berlijn. Zijn vader was de Hongaarse pianist Drafi Kálman, die hij nooit heeft gekend. Kort na zijn geboorte keerde zijn vader namelijk terug naar Hongarije, waarna zijn moeder hem alleen opvoedde. Op elfjarige leeftijd deed hij mee aan een talentenjacht. In 1962 formeerde hij zijn eerste band. In 1965 had hij een grote hit met Marmor, Stein und Eisen bricht. Een Nederlandse versie van het gehele nummer werd destijds gezongen door Trea Dobbs: Marmer, staal en steen vergaan. Ook de Nederlandse punkband Heideroosjes heeft een versie van het nummer opgenomen. Een nummer dat hij in 1967 uitbracht was Der Hauptmann von Köpenick, gebaseerd op een waargebeurd verhaal van een werkloze schoenmaker genaamd Friedrich Wilhelm Voigt die begin jaren 1900 het gemeentehuis van Köpenick beroofde.
Drafi nam platen op onder meer dan veertig pseudoniemen. Zijn hit Be my boogie woogie baby (als Mr. Walkie Talkie) die in Nederland op zaterdag 2 juli 1977 op nr. 2 stond in de Nationale Hitparade bij destijds de NOS op Hilversum 3 met dj Felix Meurders en ook de nummer 2 positie behaalde in de Nederlandse Top 40, is er een van. Zijn uitstapje naar dit project werd hem in zijn geboorteland Duitsland niet in dank afgenomen. De plaat kwam daar nimmer in de hitparade. Vreemd genoeg kwam de plaat daar enkele jaren voor zijn overlijden wél als 'oldie' uit op een 12 inch maxisingle. Op de B-kant daarvan stond Nice and slow van Jesse Green.
In 1978 was hij onder de meisjesnaam "Renate Vaplus" verantwoordelijk voor de grote hit van de Italiaanse zanger Bino, Mama Leone. Dit werd een grote hit in Duitsland en in Nederland. Zelf nam hij het nummer op onder de naam "Ruth Handel" in 1976; toen deed het niets in de Duitse hitlijsten. Drafi Deutscher was  ook de man achter de studiogroep Masquerade met de hit Guardian angel, begin 1984. Dat is de Engelstalige uitvoering van Jenseits von Eden, de originele versie gezongen door Nino de Angelo uit 1983, maar ook onder pseudoniem geschreven door Deutscher.
In Nederland had Drafi Deutscher met Mixed Emotions in de lente van 1987 een nummer 1-hit met You Want Love (Maria, Maria...). Dit duo vormde hij samen met Oliver Simon. De Duitse zanger Andreas Martin nam hier een Duitstalige versie van op. In 1990 schreef hij voor zijn toenmalige vrouw - de Duitse zangeres Isabel Varell - het nummer Melodie d'amour. Tijdens de Duitse voorronde voor het Eurovisiesongfestival werd Isabel zesde. Drafi Deutscher was drie keer getrouwd. Onder anderen tussen 1989 en 1991 met de schlagerzangeres Isabel Varell, voor wie hij zoals gezegd ook liedjes schreef. Met zijn eerste vrouw was hij getrouwd van 1966 tot 1976. Uit dit huwelijk had hij twee zoons, Drafi junior en René; deze tweelingbroers werden geboren in 1965.

## Boney M.-hit Belfast
De Boney M.-hit Belfast is geschreven door Deutscher en kent een bijzondere achtergrond. Deutscher had het nummer begin jaren zeventig geschreven voor Marcia Barrett. Boney M. had tijdens de eerste tournees te weinig materiaal voor een vol programma. Marcia loste dat op door nummers te zingen die ze eerder zong als solozangeres. Daartoe behoorde Big Spender van Shirley Bassey, maar ook het door Deutscher geschreven Belfast. Het nummer deed het goed tijdens de shows. Boney M.-producer Frank Farian werd hiervan op de hoogte gebracht en besloot het te produceren als track voor Boney M.'s tweede elpee, Love for Sale (1977). Het werd ook uitgebracht als single en met succes. In Nederland bereikte het nummer drie in de nationale hitparade en ook nog eens plaats 10 in het jaaroverzicht. En stond eenentwintig weken in  de Europarade waarvan vijftien weken in de top-10 en vijf maal op 2. In vier Europese landen wist Belfast de nummer 1 positie te behalen: België, Zwitserland, Duitsland en Ierland.

## Discografie
Zie ook discografie Masquerade en discografie Mixed Emotions.

### Albums
| Album met eventuele hitnotering(en) in de Nederlandse Album Top 100 | Datum van verschijnen | Datum van binnenkomst | Hoogste positie | Aantal weken | Opmerkingen   |
| ------------------------------------------------------------------- | --------------------- | --------------------- | --------------- | ------------ | ------------- |
| Shake hands! Keep smiling!                                          | 1964                  | -                     |                 |              |               |
| Drafi!                                                              | 1966                  | -                     |                 |              |               |
| Weil ich dich liebe                                                 | 1971                  | -                     |                 |              |               |
| Gute Tage & schlechte Tage                                          | 1973                  | -                     |                 |              |               |
| Lost in New York City                                               | 1981                  | -                     |                 |              |               |
| Drafi                                                               | 1982                  | -                     |                 |              |               |
| Krieg der Herzen                                                    | 1985                  | -                     |                 |              |               |
| Gemischte Gefühle                                                   | 1986                  | -                     |                 |              |               |
| Diesmal für immer                                                   | 1987                  | -                     |                 |              |               |
| Lost in New York City (Remix)                                       | 1989                  | -                     |                 |              |               |
| Steinzart - Die besten Jahre                                        | 1989                  | -                     |                 |              |               |
| Über Grenzen geh'n                                                  | 1989                  | -                     |                 |              |               |
| Wie Ebbe und Flut                                                   | 1992                  | -                     |                 |              |               |
| So viele Fragen                                                     | 1996                  | -                     |                 |              |               |
| Zukunft                                                             | 1998                  | -                     |                 |              |               |
| Wer war schuld daran?                                               | 2002                  | -                     |                 |              |               |
| Diesseits von Eden - Die große Drafi Deutscher Hit-Collection       | 2006                  | -                     |                 |              | Verzamelalbum |
| The last mile                                                       | 2007                  | -                     |                 |              | Verzamelalbum |
| Drafi                                                               | 2008                  | -                     |                 |              | Verzamelalbum |
| Schlager & Stars                                                    | 2009                  | -                     |                 |              | Verzamelalbum |

### Singles
| Single met eventuele hitnotering(en) in de Nederlandse Top 40 | Datum van verschijnen | Datum van binnenkomst | Hoogste positie | Aantal weken | Opmerkingen                                             |
| ------------------------------------------------------------- | --------------------- | --------------------- | --------------- | ------------ | ------------------------------------------------------- |
| Shake hands                                                   | 1964                  | -                     |                 |              |                                                         |
| Cinderella baby                                               | 1965                  | 13-02-1965            | 35              | 5            |                                                         |
| Marmor, Stein und Eisen bricht                                | 1965                  | 11-12-1965            | 7               | 18           | met His Magics / Nr. 6 in de Tijd voor Teenagers Top 10 |
| United (Te deum)                                              | 1971                  | 01-05-1971            | 25              | 3            | als Drafi / Nr. 27 in de Daverende Dertig / Alarmschijf |
| Be my boogie woogie baby                                      | 1977                  | 02-07-1977            | 2               | 11           | als Mr. Walkie Talkie / Nr. 2 in de Nationale Hitparade |
| Guardian angel                                                | 1984                  | 04-02-1984            | 9               | 7            | als Masquerade                                          |

| Single met hitnotering(en) in de Vlaamse Ultratop 50 | Datum van verschijnen | Datum van binnenkomst | Hoogste positie | Aantal weken | Opmerkingen                                        |
| ---------------------------------------------------- | --------------------- | --------------------- | --------------- | ------------ | -------------------------------------------------- |
| Be my boogie woogie baby                             | 08/1976               | 19-02-1977            | 2(3wk)          | 13           | als Mr. Walkie Talkie / Nr. 2 in de Radio 2 Top 30 |

### NPO Radio 2 Top 2000
| Nummer met noteringen in de NPO Radio 2 Top 2000 | '99  | '00  | '01  | '02  | '03  | '04  | '05  | '06  | '07  | '08  | '09  | '10  | '11  | '12  | '13  |
| ------------------------------------------------ | ---- | ---- | ---- | ---- | ---- | ---- | ---- | ---- | ---- | ---- | ---- | ---- | ---- | ---- | ---- |
| Marmor, Stein und Eisen bricht                   | 1296 | 1036 | 1064 | 1374 | 1295 | 1214 | 1217 | 1203 | 1679 | 1320 | 1721 | 1613 | 1676 | 1906 | 1878 |

1. ↑  Een vetgedrukt getal geeft de hoogste notering aan.
2. ↑  Deze tabel is bijgewerkt tot en met de meest recente editie (2024).